# Coerción
La coerción (del latín coerctio, -ōnis) es una acción mediante la cual se ejerce presión a un individuo o grupo de personas con el objetivo de condicionar su comportamiento.
El Derecho y los sistemas legales, en general, se sustentan en la imposición de una sanción más que en la utilización de la propia violencia. Sin embargo, en última instancia se termina recurriendo a ejercer la fuerza cuando no se puede aplicar sanción, ya sea porque el sancionado se niega a su cumplimiento o por cualquier otro motivo de seguridad o prevención. Así, la persona determina con su propia conducta las consecuencias, conforme al ordenamiento jurídico.
A nivel internacional son frecuentes las coerciones pacíficas como son las amenazas de sanción económica o diplomática. Por otro lado, el Derecho Internacional contemporáneo prohíbe tajantemente la utilización de la amenaza al recurso de la fuerza, es decir, la amenaza de intervención bélica.

## Tipos de coerción

### La coerción legal
En un Estado de Derecho, siendo este el único titular legítimo, tal actuación está completamente regulada mediante normas que contienen prohibiciones, con sanciones en el supuesto de que sean incumplidas. Así, para que una norma sea considerada legal, ha de ir acompañada de un poder coercitivo, y en caso de incumplimiento, este tendrá que suponer una medida coactiva. Es la forma de aplicar la norma jurídica.
La forma por excelencia de coacción legal es el código penal, que establece una serie de comportamientos que traerán como consecuencia la imposición de una pena.

### La coerción internacional
Diplomacia coercitiva o "persuasión contundente" es el "intento de conseguir una meta, un estado, un grupo (o grupos) dentro de un estado, o un actor no estatal para cambiar su comportamiento objetable, ya sea a través de la amenaza del uso de la fuerza o el uso real de limitada la fuerza ". Este término también se refiere a la "diplomacia presuponiendo el uso o la amenaza del uso de la fuerza militar para lograr objetivos políticos." Diplomacia coercitiva "es esencialmente una estrategia diplomática, que se basa en la amenaza de la fuerza en lugar del uso de la fuerza. Si la fuerza debe ser usada para fortalecer los esfuerzos diplomáticos a persuasión, se emplea de una manera ejemplar, en la forma de muy limitada acción militar, para demostrar la disposición y resolución para escalar a los altos niveles de la acción militar si fuera necesario ".
Diplomacia coercitiva puede más claramente descrito como "una estrategia político-diplomática que pretende incidir la voluntad o incentivo estructura de un adversario. Es una estrategia que combina amenazas de fuerza, y de ser necesario, el uso limitado y selectivo de la fuerza en discretas e incrementos controlados, dentro de una estrategia de regateando que incluye incentivos positivos. El objetivo es inducir a un adversario para dar cumplimiento con sus demandas, o para negociar el compromiso más favorable posible, mientras que la gestión de la crisis simultáneamente para evitar que la escalada militar no deseado ".

### La coerción cibernética
Funciona mediante el uso de ciertos mecanismos de acoso tecnológico gracias al manejo inadecuado de herramientas informáticas y de comunicación, como correos electrónicos, mensajes de texto desde teléfonos móviles, chats, blogs o páginas donde se hacen públicos ciertos vídeos, los cuales pueden ser expuestos con la intención de ridiculizar al otro.

### Otras coerciones
Hay personas que consideran que las corporaciones capitalistas pueden ejercer fuerzas coercitivas a través del control de recursos escasos, como la comida, el agua, la vivienda y otros que los individuos pueden considerar vitales, como en el concepto de la economía hidráulica. Un ejemplo histórico es el caso de las prácticas monopolísticas de la compañía Standard Oil. Los contrarios a esta idea a su vez argumentan que en un mercado abierto, sin regulaciones, no es posible la coerción debido a que el libre ingreso de competidores impide de hecho una actividad monopólica y coercitiva. Mantienen que los monopolios de facto usualmente desaparecen en poco tiempo y son más bien los monopolios de iure los que se sostienen debido a la coerción legal que utiliza el Estado para regular sectores económicos en beneficio propio o de terceros.

## Posturas ideológicas
Los liberales entre otros, le dan un sentido peyorativo teórico especial, haciendo ver que se muestran contrarios al uso de la fuerza, aunque en los hechos la mayoría de los países tienen sistemas liberales y utilizan frecuentemente toda forma de coerción contra sus ciudadanos.